# تاداو کوبایاشی
تاداو کوبایاشی (به انگلیسی: Tadao Kobayashi) بازیکن فوتبال اهل ژاپن و عضو تیم ملی فوتبال ژاپن است که در تاریخ ۰۳ ژوئن ۱۹۵۶ میلادی اولین بازی ملی‌اش را انجام داد. او در ۳ بازی ملی حضور داشت و آخرین بازی ملی خود را در تاریخ ۲۷ نوامبر ۱۹۵۶ میلادی انجام داد. تاداو کوبایاشی در بازی‌های ملی‌اش
گلی به ثمر نرساند.